# UniFab
UniFab（ユニファブ）は、中国のソフトウェア会社DVDFab Software（旧FengtaoSoftware）によって開発された、動画編集を目的としたノンリニア編集のソフトウェア。GPUの効果的な使用により高性能な機能を発揮している。動画変換機能も付属しており、エンコード・デコード・動画編集といった作業を一括で行える。インターフェースはデフォルトで日本語に対応している。

## 概要
UniFabはWindows上で動作する動画編集ソフトウェアである。動画変換機能があり、MP4やMKVなど1000以上をサポート。GPUハードアクセラレーション機能搭載で、通常の50倍速のスピードで処理を行える。動画編集機能については、クロップやフィルターなど本格的な編集機能を実装。動画フレームをセグメントに分割して複数の出力ファイルを取得することもできる。

### 操作画面
UniFabのインターフェースはダークブルーを基調としたシンプルなデザインで、初心者でも視覚的な操作ができる。機能ボタンは「変換」「コンプレッサー」「ワークスペース」の3つで、ローカルフォルダから直接ファイルをアップロードし、そのまま作業を行える。

### 動画変換機能
MP4やMKV、AVI、WMVなど1000以上の動画形式をサポート。人気の動画形式にエンコードもしくはデコードでき、iPhoneなど携帯機器用の動画に変換することも可能である。変換プロファイルのカスタマイズもできる。

### ロスレスコーデック機能
HDR10コンテンツを保持し、TrueHDやDTS-HDなどのロスレスコーデックに対応。品質を損なわず容量だけを軽くすることができる。動画に関しては、8K、4K、H265などさまざまなコーデックと解像度を、オーディオに関しては5.1chをサポートしている。

### 動画編集機能
トリミング、ウォーターマーク、外部字幕の追加などさまざまな動画変種機能が実装されている。他にもサウンドエフェクトをカスタマイズしたり、動画の速度を調整したりとさまざまな機能が実装されている。

### GPUアクセラレーション機能
GPUとはグラフィックスに特化した計算処 理を行なうアクセラレーターの一種で、コアの並列度を有効に機能させるこ とにより高速な映像処理能が可能になる。本ソフトはNVIDIA CUDA、AMD、Intel Quick Syncなどによるハードアクセラレーションをサポート。通常の50倍速で処理が完了する。

### バッチモード機能
バッチ処理に対応。複数の動画に対する処理を一括して実行できる。一度実行を開始すれば、利用者の操作を必要とすることなく自動的に処理を終えることができる。

## 試用版と有料版の違い

### 試用版と有料版の違い
試用版は動画を5本まで変換・編集できる。変換できるフォーマット数には試用版と有料版で変わりはなく、どちらもHDビデオやHDR10をサポートしている。

### 有料版の料金体系
1ヶ月、1年、無期限版の3種類。支払方法はクレジットカードに対応している。1ヶ月版と1年版は期限が来ると無料でアップデートされる。

## 必要な動作環境
- Windows 11/10/8.1/8/7 (32/64 bit)
- Intel i3或は以降
- 4GB以上のRAM
- 40GB以上のハードディスクの空き容量
- ライブインターネット接続が必要

## 拡張ダウンロードサービス
拡張ダウンロードサービスとは、DVDFabの旧バージョンを公式にインストールできるアドオンのこと。公式リリースの最新バージョンと旧バージョンをダウンロードできる。価格は1,250円で、ダウンロードセンターで購入もしくはソフト購入時にオプションとして購入する。

## 関連製品
- DVDFab オールインワン